# ソーシャルダンピング
ソーシャルダンピング（英: social dumping）とは、極端に低位な賃金水準や劣悪な労働条件を利用したダンピング（不当廉売）。社会的投売（しゃかいてきなげうり）とも称される現象で、特に国家・社会的規模でのダンピング（不当廉売）を伴った輸出を行うことを指す。

## 概要
不当廉売（ダンピング）の形態には次のようなものがある。
1. 国内における独占価格を維持するため国内価格よりも著しく低い価格ないし生産費以下での販売を行う場合[1]
2. 為替相場の下落率が輸出価格の騰貴率を超え他の条件に変化がない場合（為替ダンピング）[1]
3. 極端に低位な賃金水準や劣悪な労働条件を利用したソーシャルダンピング[1]

これらは単独に現れることもあるが、複合して現われる場合が多い。
ソーシャルダンピングは産業面で先進国が新興国からの追い上げに危機感を持ったときにしばしば主張されてきた。

## ソーシャルダンピングをめぐる議論

### 1930年代の日本をめぐる議論
世界恐慌最中の1931年（昭和6年）以後、日本の輸出が綿布や雑貨などを中心に急速に増加して、輸出先となった欧米の現地企業の経営を悪化させて不況を深刻化させたとしてイギリスをはじめとして欧米諸国において日本の政府や資本家が労働者を非人間的に扱って不当な価格競争をしかけていると批判の声が高まって一部で報復措置が取られて以後、この言葉が注目されるようになった。これに対して高橋亀吉がこれを否定した他、日本の経済学者でもこの批判の是非について議論が行われた。
今日ではこうした批判は事実ではないとする説が有力であるが、その一方で金輸出の再禁止に伴う円相場の急激な下落が輸出拡大の主たる原因であるとは言え、この時期の産業合理化の過程で熟練労働力を整理して人件費などの抑制が図られたことを指摘し、労動者を低賃金の環境下で働かざるを得ない状況を作った当時の日本の生産システムはソーシャルダンピングそのものであるとする反論もある。また、そもそもソーシャルダンピングの存在を判断するための前提となる為替相場の適正水準や各国間の実質賃金水準の比較などは論証が困難であり、なおかつ論争の背景にあるのはあくまでも「政治的問題」であるため、実証が困難であるという考えもある。事実として1934年に国際労働機関（ILO）国際労働局が日本に調査団を派遣して「ソーシャルダンピング」の事実はないと認定されたにもかかわらず、欧米諸国による報復的な関税引上や輸入総量規制などは解除されなかったのである。
ソーシャルダンピングを巡る問題はこの時期の欧米の対日観や日本の経済・労働・貿易の諸政策に対する研究者の関心を高めることとなった。

### NAFTA交渉での議論
北米自由貿易協定（NAFTA）の締結交渉では、アメリカ政府の主張により労働者保護の国際的ルールとして初めて労働の分野を導入することになり、メキシコ政府に対して最低賃金保障や違反者への罰則強化などが求められたが、工業製品などの国際競争力を考慮してこのような条項が盛り込まれたという指摘がある。

### EU域内でのソーシャルダンピング防止
EU域内では低賃金の労働者が給与水準の高い加盟国に流入し、受入国の労働条件が低下する域内でのソーシャルダンピングの防止が課題になっている。